# Canton de Saint-Dié-des-Vosges-1
Cet article possède un paronyme, voir Canton de Saint-Dié-des-Vosges.
Le canton de Saint-Dié-des-Vosges-1 est une circonscription électorale française du département des Vosges.

## Histoire
Un nouveau découpage territorial des Vosges entre en vigueur à l'occasion des premières élections départementales suivant le décret du 27 février 2014. Les conseillers départementaux sont, à compter de ces élections, élus au scrutin majoritaire binominal mixte. Les électeurs de chaque canton élisent au Conseil départemental, nouvelle appellation du Conseil général, deux membres de sexe différent, qui se présentent en binôme de candidats. Les conseillers départementaux sont élus pour 6 ans au scrutin binominal majoritaire à deux tours, l'accès au second tour nécessitant 12,5 % des inscrits au 1er tour. En outre la totalité des conseillers départementaux est renouvelée. Ce nouveau mode de scrutin nécessite un redécoupage des cantons dont le nombre est divisé par deux avec arrondi à l'unité impaire supérieure si ce nombre n'est pas entier impair, assorti de conditions de seuils minimaux. Dans les Vosges, le nombre de cantons passe ainsi de 31 à 17.
Le canton de Saint-Dié-des-Vosges-1 est formé d'une fraction de Saint-Dié-des-Vosges et de communes des anciens cantons de Rambervillers (5 communes) et de Saint-Dié-des-Vosges-Ouest (5 communes). Avec ce redécoupage administratif, le territoire du canton s'affranchit des limites d'arrondissements, avec 5 communes incluses dans l'arrondissement d'Épinal et 5 + une fraction dans l'arrondissement de Saint-Dié-des-Vosges. Le bureau centralisateur est situé à Saint-Dié-des-Vosges.

## Représentation
| Période élective | Période élective | Mandat | Mandat   | Identité           | Nuance | Nuance | Qualité |
| ---------------- | ---------------- | ------ | -------- | ------------------ | ------ | ------ | --- |
| 2015             | 2021             | 2015   | 2021     | Martine Gimmillaro |        | DVD    | Professeur de mathématiques retraitée Ancienne conseillère générale du Canton de Rambervillers (2001-2015) Vice-Présidente, déléguée aux Collectivités et à l’Environnement                     |
| 2015             | 2021             | 2015   | 2021     | William Mathis     |        | DVD    | Professeur des écoles Maire de Saint-Michel-sur-Meurthe (depuis 1990) Ancien conseiller général du Canton de Saint-Dié-des-Vosges-Ouest (2001-2015)                                             |
| 2021             | 2028             | 2021   | en cours | Claude Bourdon     |        | DVD    | Directrice générale des services municipaux à Rambervillers Maire de Rambervillers (2024-) |
| 2021             | 2028             | 2015   | en cours | William Mathis     |        | DVD    | Professeur des écoles Maire de Saint-Michel-sur-Meurthe (depuis 1990) Ancien conseiller général du Canton de Saint-Dié-des-Vosges-Ouest (2001-2015) 10ème Vice-Président, délégué à la Mobilité |

### Résultats détaillés

#### Élections de mars 2015
À l'issue du 1er tour des élections départementales de 2015, deux binômes sont en ballottage : Martine Gimmillaro et William Mathis (DVD, 44,56 %) et Alain Dumet et Françoise Hennequin (FN, 32,51 %). Le taux de participation est de 47,04 % (8 625 votants sur 18 336 inscrits) contre 52,67 % au niveau départemental et 50,17 % au niveau national.
Au second tour, Martine Gimmillaro et William Mathis (DVD) sont élus avec 64,62 % des suffrages exprimés et un taux de participation de 47,83 % (5 222 voix pour 8 771 votants et 18 336 inscrits).

#### Élections de juin 2021
Le premier tour des élections départementales de 2021 est marqué par un très faible taux de participation (33,26 % au niveau national). Dans le canton de Saint-Dié-des-Vosges-1, ce taux de participation est de 29,72 % (5 094 votants sur 17 139 inscrits) contre 33,12 % au niveau départemental. À l'issue de ce premier tour, deux binômes sont en ballottage : Claude Bourdon et William Mathis (DVD, 59,12 %) et Jocelyne Delon et Alain Dumet (RN, 25,86 %).
Le second tour des élections est marqué une nouvelle fois par une abstention massive équivalente au premier tour. Les taux de participation sont de 34,36 % au niveau national, 33,77 % dans le département et 31,03 % dans le canton de Saint-Dié-des-Vosges-1. Claude Bourdon et William Mathis (DVD) sont élus avec 72,39 % des suffrages exprimés (3 557 voix pour 5 320 votants et 17 144 inscrits),,.

## Composition
| Nom                                          | Code Insee | Intercommunalité                 | Superficie (km2) | Population (dernière pop. légale)                | Densité (hab./km2) | Modifier                                    |
| -------------------------------------------- | ---------- | -------------------------------- | ---------------- | ------------------------------------------------ | ------------------ | ------------------------------------------- |
| Saint-Dié-des-Vosges (bureau centralisateur) | 88413      | CA de Saint-Dié-des-Vosges       | 46,15            | Fraction : 11 482 (2022) Commune : 19 324 (2022) | 419                | modifier les données · modifier les données |
| Autrey                                       | 88021      | CC de la Région de Rambervillers | 17,42            | 275 (2022)                                       | 16                 | modifier les données · modifier les données |
| La Bourgonce                                 | 88068      | CA de Saint-Dié-des-Vosges       | 16,56            | 862 (2022)                                       | 52                 | modifier les données · modifier les données |
| Housseras                                    | 88243      | CC de la Région de Rambervillers | 19,61            | 489 (2022)                                       | 25                 | modifier les données · modifier les données |
| Jeanménil                                    | 88251      | CC de la Région de Rambervillers | 18,24            | 1 108 (2022)                                     | 61                 | modifier les données · modifier les données |
| Rambervillers                                | 88367      | CC de la Région de Rambervillers | 20,64            | 5 032 (2022)                                     | 244                | modifier les données · modifier les données |
| Saint-Gorgon                                 | 88417      | CC de la Région de Rambervillers | 5,77             | 366 (2022)                                       | 63                 | modifier les données · modifier les données |
| Saint-Michel-sur-Meurthe                     | 88428      | CA de Saint-Dié-des-Vosges       | 15,54            | 1 794 (2022)                                     | 115                | modifier les données · modifier les données |
| La Salle                                     | 88438      | CA de Saint-Dié-des-Vosges       | 4,71             | 398 (2022)                                       | 85                 | modifier les données · modifier les données |
| Taintrux                                     | 88463      | CA de Saint-Dié-des-Vosges       | 31,69            | 1 450 (2022)                                     | 46                 | modifier les données · modifier les données |
| La Voivre                                    | 88519      | CA de Saint-Dié-des-Vosges       | 5,86             | 656 (2022)                                       | 112                | modifier les données · modifier les données |
| Canton de Saint-Dié-des-Vosges-1             | 8813       |                                  |                  | 23 912 (2022)                                    |                    | modifier les données                        |

Le canton de Saint-Dié-des-Vosges-1 comprend :
1. dix communes entières,
2. la partie de la commune de Saint-Dié-des-Vosges située à l'ouest d'une ligne définie par l'axe des voies et limites suivantes : depuis la limite territoriale de la commune de Sainte-Marguerite, ligne de chemin de fer d'Epinal à Rothau, gare SNCF, place Pierre-Semard, rue Gambetta, rue Thiers, place du Général-de-Gaulle, quai du Torrent, avenue de Robache (route départementale 49), chemin de la ferme d'Ortimont et son prolongement jusqu'à l'extrémité du chemin rural du Dessus-de-l'Orme, chemin rural du Dessus-de-l'Orme, route forestière de la Bure et son prolongement, jusqu'à la limite territoriale de la commune d'Hurbache.

## Démographie
En 2022, le canton comptait 23 912 habitants, en évolution de −2,12 % par rapport à 2016 (Vosges : −2,96 %, France hors Mayotte : +2,11 %).
| 2013   | 2018   | 2022   |
| ------ | ------ | ------ |
| 24 815 | 24 154 | 23 912 |